# Clinocarinispa debeauxi
Clinocarinispa debeauxi es un coleóptero de la familia Chrysomelidae.
Fue descrita científicamente en 1940 por Uhmann.